# Anonymous (группа)
Anonymous — андорранская рок-группа. В состав группы, образовавшейся в 2004 году, входят четыре человека, в возрасте от 16 до 19 лет: Niki, Potter, Gallego и Hippy. Коллектив принимал участие на конкурсе песни Евровидение 2007. Hippy не принял участия в конкурсе, поскольку национальные правила не допускали участников младше 18 лет.
15 января 2007 группа участвовала на национальном отборе для песенного конкурса Евровидение, и стала его победителем.
Песня «Salvem El Món» была исполнена на двух языках (каталонском и английском). В полуфинале Евровидения группа финишировала 12-й, набрав 80 очков; и не прошла в финал конкурса. Максимальное число баллов (12) участники группа получила от Испании. Несмотря на относительно низкий результат, это выступление стало лучшим за всю историю участия Андорры на конкурсе.

## Дискография

### Альбомы
- Anonymous (demo; 2005)

### Синглы
- Salvem El Món (2007)
- Let's save the world (2007)